# 遠山椿吉
遠山 椿吉（とおやま ちんきち、1857年11月17日（安政4年10月1日） - 1928年10月1日）は、日本の医学者、生物学者、細菌学者。細菌研究などを通じて日本の衛生環境の向上、結核や脚気の防止に貢献した。

## 経歴
1857年、山形県山野辺村（現山辺町）に生まれる。(旧) 東京大学別課医学科を修了後、山形へ戻り山形済生館医学寮長、山形県医学教諭兼幹事、医学校長心得などを歴任後、帝国大学医科大学に再入学、衛生学や黴菌学を履修した。1891年、東京顕微鏡検査所（後の東京顕微鏡院）を創立。顕微鏡による結核診断など細菌研究を進める傍ら、高山歯科医学院講師、東京慈恵院医学校の講師、東京市衛生試験所所長を務めた。

## 脚気の研究
1913年には、脚気を防止するために半搗き米の接種を推奨し始めた。当時は脚気がビタミン不足から生じるものとは確定されていない時代であった。

## 著作
- 『黴菌学業府』1898年 成功堂
- 『顕微鏡用法指針・結核菌検査指針』1893年 松本儀兵衛
- 『伝染病予防論集』1911年 金原商店
- 『脚気予防法と治療法』1913年 広文堂書店
- 『強肺健胃法』1916年 広文堂書店
- 『人類の敵』1927年 日本結核予防協会
- 『庭園と衛生』1931年 雄山閣